# Decreto Milleproroghe
Con decreto Milleproroghe si intende nel lessico politico-giornalistico italiano un decreto legge del Consiglio dei ministri volto a risolvere disposizioni urgenti entro la fine dell'anno in corso, ad esempio posticipando l'entrata in vigore di disposizioni normative o prorogando l'efficacia di leggi in scadenza.
Questo strumento, nato come misura eccezionale, è invece stato riproposto in Italia annualmente, a partire dal 2005 fino al 2015, e nuovamente dal 2018. 

## Decreto milleproroghe 2005
Pubblicato sulla Gazzetta Ufficiale numero 303 del 30/12/2005.

## Decreto milleproroghe 2006
Decreto legge del 28 dicembre 2006 n.300, pubblicato sulla Gazzetta ufficiale n. 300 del 28/12/2006.
Tra le altre cose contiene:
- la nuova disciplina via-vas
- la disciplina sui rifiuti elettronici (RAEE)
- normative varie sulle discariche

## Decreto milleproroghe 2007
Decreto legge 248/2007 del 28 dicembre 2007, detto anche millederoghe visto che contiene molte disposizioni ad personam. Tra le altre cose contiene:
- Estensione di 2 anni del mandato dei componenti delle autorità indipendenti, il beneficiario più illustre è stato Lamberto Cardia, presidente della Consob.
- significativo pacchetto di deroghe nel settore delle infrastrutture e dei trasporti
- modifica del patto sulla spesa sanitaria delle Regioni

## Decreto milleproroghe 2008
Decreto Legge 207/2008, pubblicato sulla Gazzetta Ufficiale numero 304 del 31/12/2008, poi convertito nella Legge 14/2009.
Tra le altre cose dispone:
- proroga di 1 anno per la regionalizzazione dell'Irap
- proroghe legate al tema della sicurezza sul lavoro
- proroga di altri 6 mesi per l'entrata in vigore della class action
- viene posticipato alla fine del 2009 il termine entro il quale le pubbliche amministrazioni devono consentire l'accesso ai servizi in rete solamente tramite carta d'identità elettronica e carta nazionale dei servizi
- prorogato fino all'inizio del 2010 il divieto per i neopatentati della guida di veicoli con potenza specifica superiore a 50 kW/t
- slittamento del termine entro il quale effettuare le assunzioni di personale pubblico già programmate per l'anno 2008
- prorogato di un mese il termine entro il quale pagare le multe emanate dall'Authority Antitrust nell'anno 2008
- liberalizzazione del telemarketing tramite l'autorizzazione alle chiamate pubblicitarie anche senza il consenso dell'utente, in deroga alle norme sulla privacy, fino al 31 dicembre 2009[8].

## Decreto milleproroghe 2009
Decreto-legge 30 dicembre 2009, n. 194, recante, "Proroga di termini previsti da disposizioni legislative", pubblicato nella Gazzetta Ufficiale n. 302 del 30 dicembre 2009 e convertito dalla Legge 26 febbraio 2010, n. 25, pubblicata nella Gazzetta Ufficiale n. 48 del 27 febbraio 2010 - Supplemento ordinario n. 39.

## Decreto milleproroghe 2010
Decreto-legge 29 dicembre 2010, n. 225, recante, "Proroga di termini previsti da disposizioni legislative e di interventi urgenti in materia tributaria e di sostegno alle imprese e alle famiglie", pubblicato sulla Gazzetta Ufficiale n. 303 del 29/12/2010 e convertito dalla Legge 26 febbraio 2011, n. 10, pubblicata nella Gazzetta Ufficiale n. 47 del 26 febbraio 2011 - Supplemento ordinario n. 53.

## Decreto milleproroghe 2011
È stato pubblicato in Gazzetta Ufficiale 27 febbraio 2012, n. 48 il testo coordinato del D.L. 216/2011 che proroga alcuni termini previsti da disposizioni legislative
Queste le principali proroghe previste:
- al 31 dicembre 2012 alcuni interventi in materia di ammortizzatori sociali per i lavoratori precari, gli apprendisti e i collaboratori coordinati e continuativi, nonché in materia di lavoro occasionale accessorio;
- al 31 dicembre 2012 l'esecuzione degli sfratti riguardanti particolari categorie sociali disagiate residenti nei comuni capoluoghi di provincia, nel comuni confinanti con popolazione superiore a diecimila abitanti e nei comuni ad alta tensione abitativa;
- al 30 giugno 2012 le disposizioni intese ad impedire pratiche di esercizio abusivo del servizio taxi e del servizio di noleggio con conducente;
- al 31 dicembre 2012 il termine per l'individuazione degli aeroporti d'interesse nazionale;
- al 30 giugno 2012 l'entrata in operatività del sistema di controllo sulla tracciabilità dei rifiuti (SISTRI), al fine di consentire l'ottimale organizzazione da parte delle imprese interessate;
- al 31 dicembre 2012 i poteri dei Comuni della Regione Campania in materia di gestione di rifiuti;
- al 31 dicembre 2012 l'attribuzione ai Prefetti dei poteri sostitutivi e di impulso al fine di garantire la funzionalità degli enti locali;
- al 31 dicembre 2013 la facoltà per Poste Italiane di concedere agevolazioni nelle tariffe postali per le organizzazioni senza scopo di lucro;
- lo stato di emergenza relativo alla grave situazione di sovraffollamento delle carceri;
- gli stati d'emergenza derivanti dagli eventi meteorologici che hanno colpito Salerno, la Liguria e l'Emilia Romagna tra il 2009 e il 2010;
- la prosecuzione della partecipazione del personale delle Forze armate e delle Forze di polizia alle missioni internazionali, alle iniziative di cooperazione allo sviluppo, nonché il sostegno ai processi di ricostruzione e alle iniziative delle Organizzazioni internazionali per il consolidamento dei processi di pace e di stabilizzazione in aree critiche.

## Decreto milleproroghe 2013
È stato pubblicato in Gazzetta Ufficiale 28 febbraio 2014, n. 49 il testo coordinato del c.d. decreto milleproroghe 2013 (Decreto Legge 30 dicembre 2013, n. 150) recante la proroga di termini previsti da disposizioni legislative.

## Decreto milleproroghe 2014
È stato pubblicato in Gazzetta Ufficiale il testo coordinato del Decreto Legge di proroga di termini previsti da disposizioni legislative, convertito dalla Legge 27 febbraio 2015, n. 11.

## Decreto milleproroghe 2015
È stato pubblicato in Gazzetta Ufficiale il testo coordinato del Decreto Legge 30 dicembre 2015 n. 210 di proroga di termini previsti da disposizioni legislative, coordinato con la Legge di Conversione 25 febbraio 2016, n. 21.

## Decreto milleproroghe 2018
Presentato dal governo Conte I  il 25 luglio 2018 (D Ln. 91), il DdL di conversione è stato approvato il 6 agosto al Senato e il 12 settembre, con voto di fiducia, alla Camera.

## Decreto milleproroghe 2019
Sulla Gazzetta ufficiale del 29 febbraio 2020 è stato pubblicato il testo del D.L. 30 dicembre 2019, n. 162, coordinato con la legge di conversione 28 febbraio 2020, n. 8, recante “Disposizioni urgenti in materia di proroga di termini legislativi, di organizzazione delle pubbliche amministrazioni, nonché di innovazione tecnologica.”

## Decreto milleproroghe 2021
È stata pubblicata in Gazzetta Ufficiale la Legge 26 febbraio 2021, n. 21 di conversione del c.d. Decreto Milleproroghe, recante la "Conversione in legge, con modificazioni, del Decreto Legge 31 dicembre 2020, n. 183, recante disposizioni urgenti in materia di termini legislativi, di realizzazione di collegamenti digitali, di esecuzione della decisione (UE, EURATOM) 2020/2053 del Consiglio, del 14 dicembre 2020, nonchè in materia di recesso del Regno Unito dall'Unione europea. Proroga del termine per la conclusione dei lavori della Commissione parlamentare di inchiesta sui fatti accaduti presso la comunità Il Forteto".

## Decreto milleproroghe 2022
Pubblicata in Gazzetta ufficiale del 28.02.2022 n. 49 la legge del 25 febbraio 2022 n. 15 di conversione del Decreto legge del 30.12.2021 n. 228 recante disposizioni urgenti in materia di termini legislativi.

## Decreto milleproroghe 2023
Il decreto ha prorogato la ricetta elettronica per tutto il 2024, le concessioni degli stabilimenti balneari e il lavoro agile per le persone fragili fino a giugno 2023.